# Nowomalin
Nowomalin (ukr. Новомалин) – wieś na Ukrainie, w obwodzie rówieńskim, w rejonie rówieńskim.

## Historia
W okresie międzywojennym w miejscowości stacjonowała kompania graniczna KOP „Nowomalin”.
Do 2020 roku w rejonie ostrogskim.

## Zabytki
- ruiny zamku[2]

## Urodzeni
- Krzysztof Dowgiałło - urodził się w 1938 r. w Nowomalinie, polski polityk, architekt, działacz opozycji w okresie PRL, poseł na Sejm X kadencji.